# Astragalus chlorodontus
Astragalus chlorodontus är en ärtväxtart som beskrevs av Aleksandr Andrejevitj Bunge. Astragalus chlorodontus ingår i släktet vedlar, och familjen ärtväxter. Inga underarter finns listade i Catalogue of Life.